# Bathippus montrouzieri
Bathippus montrouzieri is een spinnensoort in de taxonomische indeling van de springspinnen (Salticidae).
Het dier behoort tot het geslacht Bathippus. De wetenschappelijke naam van de soort werd voor het eerst geldig gepubliceerd in 1869 door Hippolyte Lucas.